# 박지헌
박지헌(본명: 박용규, 1978년 7월 28일~)은 대한민국의 가수로 보컬 그룹 V.O.S의 멤버이다. 

## 경력
1997년 4월부터 대전 유성 지역의 언더그라운드 라이브 클럽에서 록 발라드 음악 가수로 한 4개월 남짓 활약하고 나서는, 13개월 동안 경기 오산 소재 모 에어컨 제조회사 충북 청주 지사 공장 운전수 직에 잠시 취직했다가, 군 입대 문제 때문에 퇴사했고, 1998년 11월부터 2001년 11월까지 군대 복무하여 공군 사병 병장으로 전역하고 난 후, 2002년에 보컬 트레이너로 본격 입문한 그는 어언 2년 이후, R&B 보컬 음악 그룹 《V.O.S》의 리더로 활동하였으며, 2004년 3월 3일에 V.O.S 1집 앨범 《The Real》로 정식 데뷔했다.
2007년 싱글 앨범 《단추》로 솔로 가수 활동을 시작했다. 2010년 8월 〔V.O.S〕에서는 탈퇴하였으나, 2016년 1월 〔V.O.S〕로 재합류를 하였으며 현재에 이르고 있고, 이후 2018년 8월까지 소속사는 '해피페이스 엔터테인먼트'였었으며, 2024년 3월부터 지금의 '레이벡스'로 소속사를 늦깎이 이전했다.

## 방송 출연 작
- 2009년~2010년 Mnet 《청소년 고민 수사대》
- 2012년 tvN 《오페라스타 2012》
- 2014년 MBC Music 《서바이벌 OST KING》 - 멘토 역
- 2016년 MBC 《미스터리 음악쇼 복면가왕》 - 꼭두각시 인형 피노키오
- 2016년 채널A 《아빠본색》
- 2018년 MBC every1 《비디오스타》 - 산부인과 단골 특집 ★ 사람이 먼저다!
- 2023년 채널A 《오은영의 금쪽 상담소》

## 수상

### 가요 프로그램 1위
| 연도            | 수상 내역 (총 1회)                                                                       |
| --------------- | ---------------------------------------------------------------------------------------- |
| 2008년 (총 2회) | - 보고싶은 날엔 (총 2회) - 2월 15일 KBS 《뮤직뱅크》 1위 - 2월 24일 SBS 《인기가요》 1위 |

## 학력
- 우송산업대학교 토목공학과 1학년 자퇴(1997년 8월)
- 우송정보대학 실용음악학과 전문학사(2006년 2월)
- 중부대학교 연극영화학과 학사(2009년 2월)
- 우송대학교 대학원 글로벌철도연수다문화인적자원학과 석사 과정 수료(2013년 8월)
- 경기용인웨스트민스터신대원 석사 과정(2016년 8월)